# Massimo Franciosa
Massimo Franciosa (* 23. Juli 1924 in Rom; † 31. März 1998 ebenda) war ein italienischer Drehbuchautor und Filmregisseur.

## Leben
Franciosa begann seine berufliche Tätigkeit als Journalist und Essayist und versuchte sich 1949 erstmals an einem Drehbuch. Ab 1955 schrieb er dann fast ausschließlich für den Film; unter seinen Beiträgen finden sich zahlreiche künstlerische und finanzielle Erfolge. Eine jahrelange berufliche Partnerschaft bestand mit Pasquale Festa Campanile, mit dem zusammen er auch zwei Filme in Ko-Regie inszenierte, bevor er einige weitere alleine inszenierte. Da deren Erfolg nur mäßig war, wandte er sich 1972 wieder ausschließlich der Autorenschaft zahlreicher Drehbücher zu. Bevorzugte Genres Franciosas waren die sentimentale Komödie, und komische Filme aus dem neapolitanischen Milieu.
Franciosa war 1964 für Le quattro giornate di Napoli für den Oscar nominiert; 1958 gewann er in Cannes den Preis für das beste Drehbuch. 1956 und 1963 wurde er jeweils mit dem Nastro d’Argento ausgezeichnet.

## Filmografie (Auswahl)

### Regie
- 1964: Seitensprünge (Extraconiugale) (eine Episode)
- 1971: Per amore o per forza

### Drehbuch
- 1949: La legge delle vendetta (Faddija)
- 1960: Rocco und seine Brüder (Rocco e i suoi fratelli)
- 1960: Das Haus in der Via Roma (La viaccia)
- 1961: Trauen Sie Alfredo einen Mord zu? (L’assassino)
- 1962: Die vier Tage von Neapel (Le quattro giornate di Napoli)
- 1963: Die Bienenkönigin (Una storia moderna – l’ape regina)
- 1963: Der Leopard (Il gattopardo)
- 1971: Bratpfanne Kaliber 38 (…e alla fine lo chiamarono Jerusalem l'implacabile)
- 1972: Bete, Amigo! (Che c'entriamo noi con la rivoluzione?)
- 1980: Plattfuß am Nil (Piedone d'Egitto)
- 1986: Fieber im Herzen (La venexiana)